# Inzinzac-Lochrist
Inzinzac-Lochrist (bretonisch Zinzag-Lokristⓘ) ist eine französische Gemeinde mit 6631 Einwohnern (1. Januar 2022) im Département Morbihan in der Region Bretagne. Sie gehört zum Arrondissement Lorient, zum Kanton Guidel und zum Gemeindeverband Lorient Agglomération.

## Geographie
Inzinzac-Lochrist liegt rund zehn Kilometer nordöstlich von Lorient, im Südwesten nahezu auf Meereshöhe, weiter im Landesinneren steigt das hügelige Gemeindegebiet auf bis zu 111 Meter über dem Meer an. Der Fluss Blavet bildet die südliche und östliche Grenze der Gemeinde; am südlichen Ufer liegt die Nachbarstadt Hennebont.
Die 44,96 km² große Gemeinde setzt sich aus den Orten Inzinzac, Lochrist (von locus Christi), Penquesten (bretonisch für „Kastanienkronen“, in Anspielung auf den angrenzenden forêt de Trémelin benannt) und Kerglaw zusammen. Sie ist über die nahe gelegenen, allerdings nicht auf Gemeindegebiet verlaufenden Nationalstraßen 24 (Richtung Pontivy) und 165 (Fernstraße zwischen Nantes und Brest) verkehrsmäßig gut an die entfernteren Regionen der Bretagne angeschlossen.
Bürgermeisterin ist die parteilose Armelle Nicolas, die 2014 den seit 2001 amtierenden Sozialisten Jean-Pierre Bageot ablöste, wie die Gemeinde überhaupt seit Ende des Zweiten Weltkriegs durchgehend von einer linken Mehrheit regiert worden war.

## Gemeindewappen
Das Wappen zeigt einen gekrönten Phönix, der sich vor einem Hermelinfell (Hermine ist das zentrale bretonische Symbol) aus dem Feuer erhebt. Eingerahmt wird er durch zwei blaue Felder, die für den Blavet stehen. Das Wappen symbolisiert die beiden hauptsächlichen Reichtümer der Gemeinde, nämlich das Wasser des Flusses und die Feuer der – inzwischen allerdings erloschenen – Schmelzöfen der Forges d’Hennebont.

## Geschichte
Im 19. Jahrhundert auf dem Gebiet der Kommune ausgegrabene Äxte lassen darauf schließen, dass dort bereits im 5. vorchristlichen Jahrhundert eine keltische Besiedlung stattgefunden hat. Zwischen 1070 und 1080 wurde eine christliche Kirche erbaut, auf deren Überresten 1928 eine teilweise Rekonstruktion entstand, die église Saint-Pierre.
Die Pfarrgemeinde gehörte im 12. Jahrhundert zur Herrschaft Kémenét-Héboé und ab 1327 zum Lehensgebiet der Herren von Léon.
1860 eröffneten im damals von 2200 Einwohnern bevölkerten Inzinzac-Lochrist die Forges d’Hennebont, eine Eisenwarenfabrik, die hauptsächlich Bleche für Konserven, insbesondere für Speisefisch, herstellte und sich bald zum größten Arbeitgeber der Region entwickelte. Für seine anfangs 250 Arbeiter errichtete das Unternehmen in Kerglaw eine Wohnsiedlung. Die Produktion wuchs von 750 Tonnen (1861) auf 10.860 Tonnen Weißblech (1888). Mitte der 1930er Jahre wurde mit 42.000 Tonnen ein Höhepunkt erreicht; die Forges beschäftigten zu dieser Zeit rund 3000 Menschen und erstreckten sich auf insgesamt 21 Hektar längs des Blavet über zwei Kilometer. Nach dem Zweiten Weltkrieg setzte der Niedergang des Unternehmens ein, das Modernisierungsrückstände gegenüber den großen Konkurrenten wie Usinor und Sollac aufwies; 1963 rettete es nur eine staatliche Intervention vor dem Konkurs. Drei Jahre später schlossen die Forges d’Hennebont endgültig ihre Tore und setzten die letzten 600 Beschäftigten frei.
Ein Teil des ehemaligen Betriebsgeländes ist heute ein industriegeschichtliches Museum (Ecomusée Industriel des Forges d'Inzinzac-Lochrist).

### Bevölkerungsentwicklung
| Jahr      | 1962 | 1968 | 1975 | 1982 | 1990 | 1999 | 2007 | 2019 |
| Einwohner | 5071 | 4714 | 5069 | 5094 | 5541 | 5395 | 5650 | 6548 |

## Sehenswürdigkeiten
- Dolmen du Bünz, Steinbauten der nordischen Megalitharchitektur, als Monument historique ausgewiesen[4]
- Pfarrkirche Notre Dame de la Victoire im Ortsteil Penquesten

## Sport und Freizeit

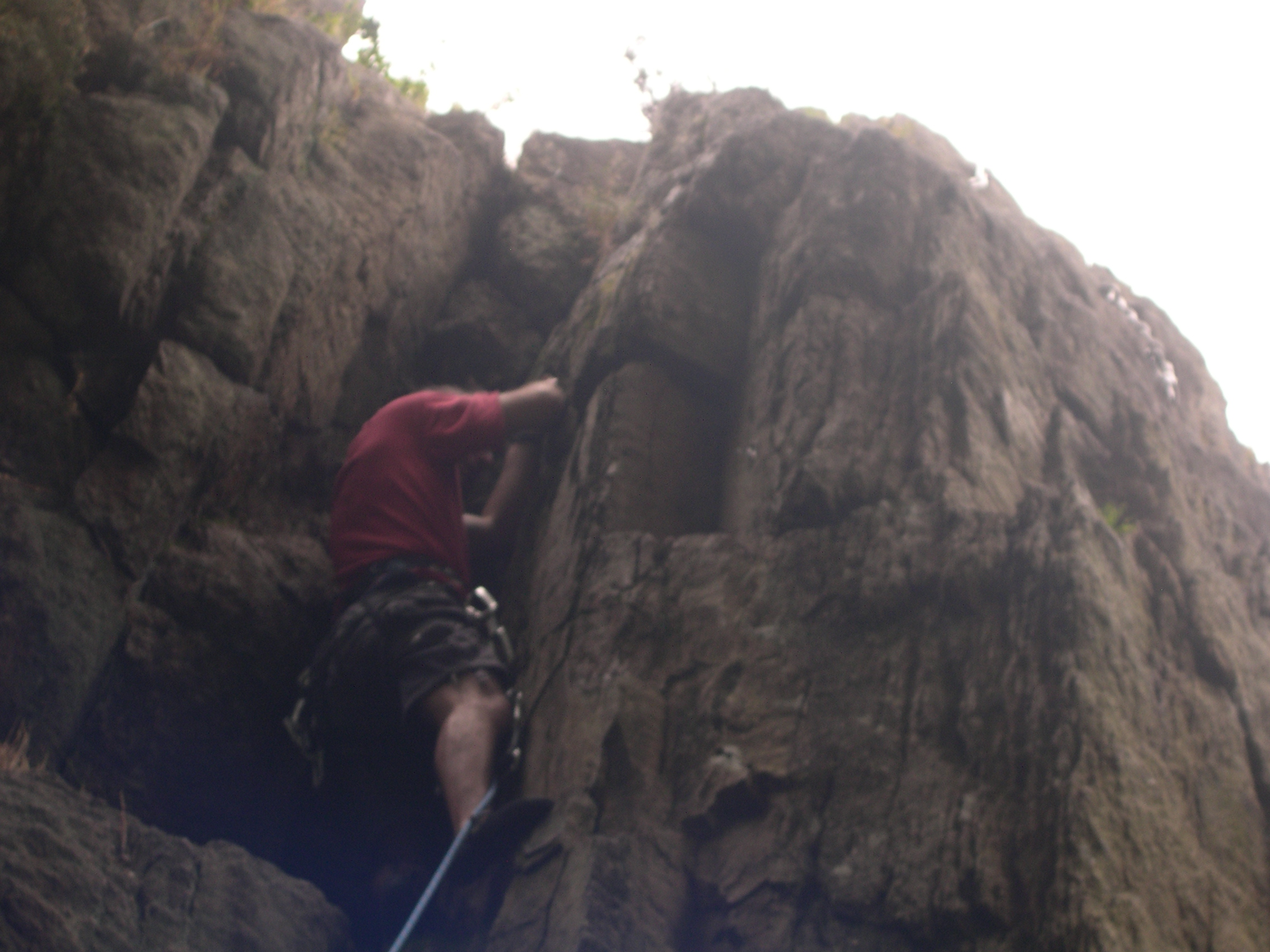
Die Chaise de diable

In Inzinzac-Lochrist ist der Fußballverein US Montagnarde beheimatet; der Amateurverein gilt seit den 1980er Jahren als einer der landesweit erfolgreichsten „Favoritenschrecken“ im französischen Pokalwettbewerb. Seine Heimspiele trägt er im Stade Mané Braz in Lochrist aus. Die Geschichte dieses Klubs ist seit den 1930er Jahren eng mit der der Forges d’Hennebont verknüpft, und seine Spieler werden bis ins 21. Jahrhundert als les Forgerons („die Schmiede“) bezeichnet.
Das Tal des Blavet überragt ein gerne von Kletterern genutzter Felsen, die chaise de diable („Teufelsstuhl“). Auf dem Fluss findet alljährlich ein vom lokalen Kajakverein C.L.P.I. Canoë organisiertes 24-Stunden-Rennen statt.

## Nachweise und Anmerkungen
1. ↑  siehe den Artikel zur Geschichte Inzinzac-Lochrists
2. ↑  Joël Cornette: Histoire de la Bretagne et des Bretons. Seuil, Paris 2005, ISBN 978-2-7578-0996-9, Band 2, S. 223f.
3. ↑  Webseite des Museums
4. ↑  Eintrag in der Base Mérimée des Kulturministeriums. Abgerufen am 13. Februar 2011 (französisch).
5. ↑  L’Équipe/Gérard Ejnès: Coupe de France. La folle épopée. L’Équipe, Issy-les-Moulineaux 2007, ISBN 978-2-915-53562-4, S. 231 und 419